# Открытие (банк)
ПАО Банк «Финансовая корпорация Открытие» (работал под брендом Банк «Открытие», ранее Номос-банк) — бывший российский универсальный коммерческий банк, одно из крупнейших кредитных учреждений России (был включён Банком России в перечень системно значимых кредитных организаций). С 2022 года входил в группу ВТБ.
Банк был сформирован финансовой группой «Открытие холдинг» в результате интеграции на базе Номос-банка (крупнейшего банка в составе холдинга в 2012—2017 годах) более чем 10 банков, в том числе Ханты-Мансийского банка («ХМБ Открытие»), банка «Петрокоммерц», Новосибирского Муниципального банка, Свердловского губернского банка, инвестиционного банка «Открытие», Русского Банка Развития и других. Поэтапная интеграция проводилась в 2000-х — 2010-х годах, в результате банк ФКО был крупнейшим частным банком в России. В 2017 году банк перешёл под контроль Центрального банка Российской Федерации. К БФКО также был присоединён «Бинбанк» и частично активы банка «Траст», Абсолют Банка и Росгосстрах банка.
Кредитное учреждение, ставшее известным как ПАО Банк «Финансовая корпорация Открытие» и ПАО Банк «ФКО» (БФКО), было зарегистрировано 15 декабря 1992 года как ТИПКО Венчур Банк, который был затем переименован в «Новую Москву», «Номос-банк» и в итоге в Банк «ФКО».
24 февраля 2022 года в связи с вторжением России на Украину был включен в санкционный список США, SDN, предусматривающий максимально возможные ограничения и полную заморозку активов, Евросоюза и ряда других стран, а также отключен от системы межбанковских платежей SWIFT.
С 1 января 2025 года банк полностью упразднен группой ВТБ как самостоятельная единица и закрыт в связи с реорганизацией. Клиенты банка переведены в БМ Банк.

## Деятельность

### Номос
Являлся участником системы страхования вкладов с 20 января 2005 года.
По итогам 2008 года активы по МСФО составили 277,8 миллиардов рублей, кредитный портфель — 187,7 миллиарда рублей, собственный капитал — 42,3 миллиарда рублей. Чистая прибыль составила 3,49 миллиарда рублей. По состоянию на май 2009 года в системе банка (с присоединением части активов банка «Московский капитал» в рамках его санации) 24 филиала в РФ, 72 дополнительных офисов, 1 представительство в РФ и 6 операционных касс.
В состав банковского холдинга также входил ОАО «Номос-Региобанк» (Хабаровск) с 4 филиалами, 3 дополнительными офисами и 1 операционной кассой (161 место в списке крупнейших банков России в рейтингах РА РБК по итогам 2008 года).
Долгое время банк был в основном ориентирован на крупный корпоративный бизнес с полным комплексом финансовых продуктов.
Основные клиенты банка — крупные и средние предприятия судостроения, машиностроения, оборонно-промышленного комплекса, золотодобывающей, атомной, лёгкой и пищевой промышленности, внешнеторговые организации. В марте 2010 года в собственность банка перешли активы сызранского предприятия «Сызранский автоагрегатный завод», которое ранее принадлежало «Группе СОК».
Высокие показатели банка по операциям с драгоценными металлами (банк входит в тройку крупнейших операторов на данном рынке) связаны с тем, что крупнейшему акционеру банка — Группе «ИСТ» принадлежит ОАО "МНПО «Полиметалл» — третья по добыче золота и первая по добыче серебра компания в России.

### Открытие
Сайт банка утверждал, что это универсальный банк, который развивает различные направления бизнеса: корпоративный, инвестиционный, розничный, МСБ и Private Banking. Входил в список системно значимых кредитных организаций, утвержденный Центральным Банком Российской Федерации. По данным Банки.ру, на 1 марта 2019 года нетто-активы банка — 2 157,39 миллиарда рублей (8-е место в России), капитал (рассчитанный в соответствии с требованиями ЦБ РФ) — 320,89 миллиарда рублей, кредитный портфель — 851,95 миллиарда рублей, обязательства перед населением — 824,12 миллиарда рублей.
Клиентская база объединённого банка насчитывала свыше 7 300 крупных корпоративных клиентов, 180 000 клиентов малого бизнеса и около 2,7 миллиона физических лиц, в том числе премиальных клиентов. Более 745 отделений банка различного формата располагались в 69 экономически значимых регионах России. Работал на финансовом рынке с 1993 года и развивал следующие направления бизнеса: корпоративный, инвестиционный, розничный, малый и средний, а также Private Banking. Акционером банка «Открытие» с долей 99,99 % являлся Банк России.

## Хронология переименований и слияний
Банк «Финансовая корпорация Открытие» сформировался в основном под управлением финансовой группы «Открытие Холдинг» в результате слияния ряда финансовых организаций (некоторые из которых в разное время носили название «Открытие»), над которыми получала контроль финансовая группа путём покупки или санации, на протяжении многих лет. Формирование банковского бизнеса будущего «Открытие Холдинга» началось с приобретения в 2006 году «Щит-банка», а пришло к концу в 2017 году, когда Центробанк забрал банк «Открытие» и другие основные финансовые активы группы на санацию.
Здесь и далее названия банков даны на момент вхождения в финансовую группу, отражены наиболее значимые присоединения, отмеченные в материалах издания «Ведомости».
«Щит-банк»
- 2007 — переименован в «Акционерный банк „Открытие“»[20]
- 2009 — переименован в «Инвестиционный банк „Открытие“»[18]
- 2010 — присоединён к «Коммерческому банку „Открытие“»[18][19]

«Русский банк развития»
- 2009 — переименован в «Коммерческий банк „Открытие“»[18]
- 2010 — присоединение «Инвестиционного банка „Открытие“» и банка «Петровский»[18][19], переименован в «Банк „Открытие“»[21]
- 2014 — присоединён к ХМБО[21][22]

«Ханты-Мансийский банк»
- 2014 — переименован в «Ханты-Мансийский банк Открытие» (ХМБО), присоединение «Банка „Открытие“»[22]
- 2016 — присоединён к банку «Финансовая корпорация Открытие»[18][23]

«Номос-банк»
- 2014 — переименован в «Финансовая корпорация Открытие» (ранее, в 2007—2014 годах, это название носила головная организация финансовой группы, которая теперь стала называться «Открытие холдинг»)[18][19]
- 2015 — присоединение банка «Петрокоммерц»[18][19]
- 2016 — присоединение дочерних организаций, в том числе ХМБО[18][23]
- 2017 — «Финансовая корпорация Открытие» перешёл под контроль Банка России[24][25]
- 2019 — присоединение «Бинбанка»[24][25]
- 2022 — ЦБ РФ передал 100 % банка «Открытие» группе ВТБ.
- 2025 — поглощение банка «Открытие» БМ Банком с запланированным последующем поглощением БМ Банка банком ВТБ[26].

## История банка

### 1992—2006
Кредитное учреждение было зарегистрировано в 1992 году как ТИПКО Венчур Банк. В 1994 году банк сменил название на «Новая Москва», а затем — на «Номос-Банк» в 2007 году.
Начало активного развития и роста банка пришлось на вторую половину 1998 года, когда его акционер и президент Игорь Валентинович Финогенов занял должность заместителя генерального директора ГК «Росвооружение». Тогда на обслуживание в банк перешёл целый ряд предприятий военно-промышленного комплекса.
В 2002 году агентство Fitch Ratings и Moody’s присвоили «Номос-банку» международный рейтинг.
В 2005 году специализацией НОМОС-банка оставалось обслуживание предприятий оборонного комплекса, также Номос-Банк был одним из крупнейших игроков на рынке золота. Игорь Финогенов заявлял, что по итогам 2004 года доля приобретенного банком серебра от общей добычи в России — 12 %, золота — 17 %. Всего в 2004 г. банк приобрел 220,5 т серебра и более 29 т золота. По данным ЦЭА «Интерфакс», на 1 апреля 2005 г. активы банка составляли 49,3 млрд руб. (18-е место), собственный капитал — 6 млрд руб. (24-е). По состоянию на 2005 год тремя группами акционеров, участие которых в уставном капитале банка превышает 10 %, были следующие: представляющие интересы группы компаний «ИСТ» (более 19 %), бывших менеджеров агентства «Роспечать» (более 10 %) и менеджмента банка (более 17 %). В то время также ЦБ зарегистрировал вхождение в капитал банка нового акционера — Братского завода ферросплавов (14,8 % акций банка). Завод вошел в акционерный капитал банка на определённых условиях, предоставив банку субординированный кредит на 1 млрд руб.
В конце 2005 года Финогенов покинул банк, заняв пост помощника министра финансов Алексея Кудрина. В этом качестве он занялся созданием российско-казахстанского Евразийского банка развития, который и возглавил в 2006 году.
В 2005 году «Номос-банк» купил контрольный пакет акций «Региобанка», в 2010 году приобрел Ханты-Мансийский банк.
В 2006 году, чтобы продать инвесторам еврооблигации, Номос-банк раскрыл не только своих владельцев, но и группы «Ист». Организаторы займа впервые раскрыли информацию о владельцах. В их число вошли совладельцы группы ИСТ Александр Несис (11,35 % обыкновенных акций), Алексей Гудайтис (7,04 %) и Михаил Ушаков (4,31 %), бывший президент НОМОС-банка Игорь Финогенов (20,22 %), гендиректор ЗАО «Петротехинвест» Николай Добринов (19,35 % через Братский завод ферросплавов), бывший гендиректор «Роспечати» Виктор Точилкин (11,73 %), а также некий В. В. Ресин (8,21 %). Почти все привилегированные акции НОМОС-банка (98,35 %) через ООО «Студио Геймз» принадлежат некоему А. И. Маркову. ИСТ и Братский завод ферросплавов вошли в капитал банка летом прошлого года.
Между тем в квартальном отчете по ценным бумагам Номос-банка на 31 декабря 2005 года представлена иная информация о его владельцах. Согласно этому отчёту, крупнейшими акционерами являлись ООО «ИК „Стандарт“» (25,56 %), ООО «Студио Геймз» (14,73) и ООО «ТМ-Траст» (14,23). На сайте же самого банка указано, что его крупнейшими акционерами являются ЗАО ИСТ (17 %), «компании, представляющие интересы менеджмента Номос-банка» (17,4 %), Братский завод ферросплавов (14,2 %; находятся в доверительном управлении «ТМ-Траст»).

### Группа ИСТ и чешская PPF Group
Группа ИСТ (совладелец — Александр Несис) приобрела контрольный пакет акций в мае 2006 года.
В мае 2007 года Номос-банк и чешская финансовая группа PPF Group подписали меморандум о взаимопонимании с целью достижения стратегического партнерства. В декабре чешская PPF Group довела свою долю в капитале Номос-банка до 13,8 %. Планировалось объединение банка с другим банком «PPF» Group — «Хоум Кредит энд Финанс Банк», выдающим кредиты на покупку товаров в магазинах, но планы так и не были реализованы. Банки работали в России раздельно («Номос-банк» — корпоративный бизнес и приват-банкинг, «Хоум Кредит» — розница). «Хоум Кредит энд Финанс Банк» — принадлежит голландской Home Credit Group, которая входит в состав чешской группы компаний PPF (один из крупнейших акционеров Номос-банка).
В 2008 году Номос-банк выиграл конкурс Агентства по страхованию вкладов (АСВ) на передачу обязательств банка «Московский Капитал» перед физическими лицами по договорам банковского вклада и банковского счета на общую сумму 13 млрд рублей. Номос-Банк принимает на полное банковское обслуживание всех вкладчиков — физических лиц. С 20 декабря вкладчики «Московского Капитала» автоматически стали вкладчиками Номос-Банка. В 2009 году Номос избавлялся от активов, полученных в процессе санации проблемных банков.
По итогам 2010 года Номос-банк вошел в десятку крупнейших банков России. Согласно данным исследования Интерфакс, совокупная величина активов Номос-банка и Ханты-Мансийского банка на конец 2010 года составила 519,6 млрд рублей. Совокупный показатель двух банков соответствует девятой строке в общем рэнкинге кредитных организаций России и второму месту среди частных российских банков.
В 2011 году банк объявил о ребрендинге для подготовки к IPO.
В апреле 2011 года Номос-банк провел IPO в Лондоне (LSE) и Москве (РТС). Основным продавцом акций являлся словацкий инвестор Роман Корбачка, владевший 18,87 %. Объём размещения составил 600 млн $. Размещение акций Номос-банка стало первым IPO частного российского банка на Лондонской бирже. Объём средств, полученных Номос-банком в ходе первичного публичного предложения, составил 782 млн долларов. После успешного IPO в апреле 2011 года, 24,99 % акций Номос-банка находятся в свободном обращении на Лондонской фондовой бирже (в виде GDR), а также на ОАО «ММВБ-РТС».

### Объединение Номос-банка и холдинга «Открытие»
В июле 2012 года стало известно, что владельцы Номос-банка и «Открытия» уже некоторое время договариваются об их слиянии. Активы Номос-банка на 1 апреля составляли 455,3 млрд руб. (13-е место, по данным «Интерфакс-ЦЭА»), «Открытия» — 152,7 млрд (32-е). Объединённый банк занял бы 8-е место в России, а из частных пропустил бы вперед только Альфа-банк. Вчера капитализация Номос-банка на LSE составляла 2 млрд $. Если «Открытие» оценивать с таким же коэффициентом к капиталу, то рыночная стоимость обоих банков составила бы 2,6 млрд $. После объединения никто не должен был получить прямого контроля, но у ИСТ будет возможность получить контроль при выкупе доли чешской PPF (26,5 %). Разница в масштабах банков такова, что, как прокомментировал планы Олег Вьюгин, «скорее всего „Номос“ просто поглотит „Открытие“».

В публикации на Slon отмечалось, что 
Основной вопрос в этой сделке — почему PPF вдруг решила выйти из капитала „Номос-банка“. Мнение финансового мира на этот счет едино — PPF была не согласна с какой-то сделкой „Номос-банка“. Но с какой? „Коммерсант“ писал, что из-за несогласия со сделкой по приобретению банка „Открытие“. Но неужели банк „Открытие“ представляет собой такую ценность, что ради него Несис согласился пожертвовать четвертью своего пакета „Уралкалия“? „Уралкалий“ — хорошая компания, приносящая высокий доход. „Открытие“ показало убытки в прошлом году.
 Автор на Slon также процитировал аналитиков «Тройки Диалог»: "«Банк „Открытие“», на который приходится около 70 % активов ФК «Открытие» (у него было около 5 млрд $ на балансе на конец 2011 года), явно имеет более низкую рентабельность и эффективность, чем «Номос-банк». Акции «Номос-банка» упали на 13 % после появления официального сообщения о сделке, отразив недовольство инвесторов непрозрачностью сделки.
В августе 2012 года было объявлено, что чешская PPF Group выходит из капитала Номос-банка. В 2012 году свои акции продали также топ-менеджеры Номос-банка, чтобы «Открытие» выполнило планы по покупке 100 % акций банка.
В августе 2012 года PPF Group Петра Келлнера полностью вышла из капитала Номос-банка. Большую часть (26,5 %) акций, принадлежавших PPF Group, приобрела финансовая корпорация «Открытие». Данная сделка стоимостью порядка 15 млрд рублей стала первым этапом проекта по объединению Номос-банка и банковского бизнеса ФК «Открытие». В 2013 году ФК «Открытие» консолидировала 51 % голосующих акций Номос-банка.
Главный источник прибыли в объединённой компании — «Номос». Прибыль остальных структур группы была «умеренной». Сделка по объединению Номос-банка и холдинга Открытие была структурирована таким образом, что Номос-банк был куплен холдингом «Открытие» с помощью денег самого Номос-банка, а также пенсионных фондов.
Холдинговая компания ФК «Открытие» была переименована в «Открытие холдинг», а принадлежащий ей Номос-банк был переименован в ПАО «Банк ФК Открытие».
Контрольный пакет акций Номос-банка консолидировала финансовая группа «Открытие». В 2014 «Номос-Банк» был переименован в банк «Финансовая корпорация Открытие» (Банк «ФК Открытие») и стал главной составной частью банковского бизнеса группы «Открытие». Банк консолидировал контрольный пакет акций существовавшего перед этим банка «Открытие» и объявил о покупке банка «Петрокоммерц» (консолидация произошла в 2015 году).
Номос-банк по итогам первого квартала 2014 года занял 8-е место по размеру активов в рэнкинге «Интерфакс-100», подготовленном «Интерфакс-ЦЭА», ХМБ занял 18-е место в этом рэнкинге, банк «Открытие»- 31-е место, «Петрокоммерц» — 26-е место.
В 2014 году международное агентство Standard & Poor’s впервые присвоило рейтинги «Номос-банку». Долгосрочный кредитный рейтинг присвоен на уровне «ВВ-». В том же году «Номос-банк» вошел в рейтинг крупнейших компаний мира Forbes Global 2000. В сентябре 2014 года банк «ФК Открытие» уведомил Лондонскую биржу о делистинге.
В 2015 году Банк «ФК Открытие» вошел в перечень системно значимых кредитных организаций России, утвержденный Центральным Банком России. А в декабре 2015 года банк «ФК Открытие» привлек синдицированный кредит на 185 млн $ от пула международных инвесторов. Этот кредит стал единственным для российских банков в 2015 году.
23 августа 2016 года завершилась юридическая процедура присоединения ПАО «Ханты-Мансийский банк Открытие» к ПАО Банк «Финансовая корпорация Открытие».
За период с 1 июля 2008 года по 1 июля 2017 года банк «ФК Открытие» показал ведущие показатели в росте активов — 11,6 раза (за этот период весь банковский сектор вырос в 3,5 раза).
С весны 2017 года «Открытие холдинг» начал готовиться к покупке «Росгосстраха», итогом сделки могло стать появление крупнейшей в РФ частной финансовой группы с активами более 4 трлн руб. и клиентской базой 50 млн человек. К августу 2017 года в группу банка входили СК «Росгосстрах», банк «Траст», Росгосстрах Банк, НПФ «ЛУКОЙЛ-Гарант», НПФ электроэнергетики, НПФ «РГС», АО «Открытие Брокер», а также «Точка» и «Рокетбанк».
С 1 июня по 24 августа 2017 года клиенты вывели из банка не менее 630 млрд руб. Для восполнения средств банк привлек 330 млрд руб. у ЦБ по сделкам РЕПО и получил беззалоговый кредит (механизм использовался впервые с финансового кризиса 2008 года). Аналитики связывали произошедшее с публикацией рейтинга АКРА, руководство банка заявляло об информационных атаках (вроде писем сотрудника УК «Альфа-Капитал» Сергея Гаврилова о проблемах внутри целой группы банков и начальника отдела продаж брокерских продуктов БКС Брокер Виталия Шульги про проверки ЦБ).

### Санация и финансовое оздоровление
В 2017 году был принят федеральный закон, который разрешил Банку России также осуществлять санацию банков в обход Агентства по страхованию вкладов — путем непосредственного кредитования инвестора через специально созданную управляющую компанию, Фонд консолидации банковского сектора. Первым банком, в котором Банк России осуществил санацию по новой схеме, стал банк «ФК Открытие». 29 августа 2017 года Банк России объявил о санации банка «ФК Открытие» по схеме: инвестором станет созданный ЦБ Фонд консолидации банковского сектора. Владельцы банка сами обратились за помощью ЦБ, причинами для оказания которой стали бизнес-стратегия банка, санация НБ «Траст» и покупка «Росгосстраха». Первый зампред ЦБ Дмитрий Тулин заявлял, что регулятор знал о проблемах в банке ещё до осени 2016 года, по его словам, в официальной отчетности размер капитала банка по всей видимости, был существенно завышен по сравнению с его реальными значениями. Банк, получая финансовую поддержку регулятора, продолжит работу, мораторий на удовлетворение требований кредиторов не вводится, механизм bail-in не применяется.
Оздоровление «ФК Открытие» пройдёт в два этапа, общим сроком от 6 до 8 месяцев:
- I этап. ЦБ назначает временную администрацию сроком до шести месяцев, которая получает полномочия исполнительных органов «Открытия». Работа совета директоров и собрания акционеров банка продолжается, но их решения вступают в силу после согласования с временной администрацией. Временная администрация проведет оценку состояния дел, при необходимости сформирует дополнительные резервы на возможные потери и сделает переоценку имущества. Будет оценена величина капитала банка и потребность его увеличения за счёт средств Фонда консолидации банковского сектора. По итогам первого этапа ЦБ утвердит план своего участия в предупреждении банкротства «ФК Открытие».
- II этап. Временной администрацией банка сроком до шести месяцев становится УК Фонда консолидации банковского сектора (УК ФКБС). На это время права акционеров банка, связанные с участием в уставном капитале, в том числе право на созыв собрания акционеров, приостанавливаются. После окончания работы временной администрации УК ФКБС права действующих акционеров восстанавливаются, но доля обыкновенных акций банка, которыми они продолжают владеть, не может превышать 25 %. В период её работы уставный капитал банка приводится в соответствие с размером собственных средств или уменьшается до 1 руб. (если окажется отрицательным). В последнем случае действующие акционеры полностью утрачивают свои права собственности на банк. Решение об уменьшении уставного капитала «Открытия» будет принято Комитетом банковского надзора и оформлено приказом ЦБ. Новый размер уставного капитала должен позволить банку соблюдать нормативы достаточности собственных средств. Допэмиссию приобретет Банк России, в результате чего ЦБ получит не менее 75 % обыкновенных акций банка. На завершающем этапе УК ФКБС созовет внеочередное собрание акционеров банка, на котором будет принято решение о создании новых органов управления. После этого работа временной администрации будет прекращена.

Предварительная потребность в докапитализации группы «Открытие» оценивалась ЦБ в районе 250—400 млрд руб.
14 сентября 2017 года Центральный банк России назначил главой Открытия президента ВТБ 24 Михаила Задорнова.

### Выход из санации
В июне 2018 года были озвучены планы о продаже к 2021 году 20 % акций банка по цене не менее 1,3 капитала, также планировалось улучшить его финансовые показатели: довести прибыль до 68 млрд руб., увеличить кредиты физическим (с 240 млрд до 550 млрд руб) и юридическим лицам (с 1 млрд до 1,6 млрд руб), размер вкладов (с 1 трлн до 1,5 трлн руб.) и число зарплатных клиентов (с 1 млн до 1,6 млн человек).
В ноябре 2018 года Банк «Открытие» передал в банк «Траст» непрофильные активы на сумму 438 миллиардов рублей, тем самым погасив свою задолженность перед ЦБ РФ.
1 января 2019 года произошло официальное объединение Банка «ФК Открытие» и Бинбанка. В результате объединения на рынке появился новый надежный и современный банк, активная клиентская база которого составляет 200 тысяч юридических лиц и 2,7 млн физических лиц, а региональная сеть насчитывает 747 офисов и 5,6 тыс. банкоматов в 261 городе 69 субъектов РФ. Клиенты получили доступ к новым продуктам и услугам объединённого банка. Сейчас объединённая кредитная организация работает под брендом «Открытие» и с лицензией «ФК Открытие».
В 2019 году руководство «Открытия» планирует выйти на совет директоров Банка России с отчетом по итогам работы в 2018 году и добиться юридического завершения процедуры финансового оздоровления.
2 июля 2019 года ЦБ объявил о завершении санации Открытия и планах продать в 2021 году часть пакета акций банка. В этот же день в Арбитражный суд Москвы был подан иск на сумму в 289,5 млрд руб. в отношении бывших топ-менеджеров и владельцев банка (основатель Вадим Беляев, экс-президент Рубен Аганбегян, экс-глава Евгений Данкевич, бывшие члены правления Елена Будник и Геннадий Жужлев, АО «Открытие холдинг»). Сумма иска стала рекордной для российской банковской системы, прежним лидером был иск против бывших владельцев и топ-менеджеров санированного Промсвязьбанка (282 млрд руб.).
5 июня 2020 года Центральный банк заявил о переносе продажи «Открытия» на весну 2022 года. Глава ЦБ Эльвира Набиуллина сообщила, что ещё не определены способ продажи и объём пакета акций. Причиной переноса продажи кредитного учреждения, по словам Набиуллиной, послужила пандемия коронавируса COVID-19, которая не позволяет потенциальным покупателям реалистично оценить перспективы банка.
В августе 2021 года Центральный банк России объявил о запуске подготовки к продаже банка «Открытие» и о датах приёма соответствующих заявок с 11 по 22 октября этого же года. Регулятор изучает способы продажи акций банка «Открытие» — на организованных торгах и альтернативные варианты продажи стратегическому инвестору.

### Поглощение банком ВТБ
В апреле 2022 года Андрей Костин обратился к Михаилу Мишустину с предложением о присоединении банков Открытие и РНКБ к банку ВТБ. Эту идею также одобрил Владимир Путин.
29 апреля 2022 года в СМИ появились сообщения о начале присоединения банка «Открытие» и банка РНКБ к банку ВТБ. 22 декабря 2022 года ЦБ объявил о закрытии сделки по продаже Банка «ФК Открытие», в результате которой Банк ВТБ приобрёл 100 % акций Банка «ФК Открытие» за 340 миллиардов рублей.
В июле 2023 года началось присоединение банка «Открытие» к банку ВТБ. По планам, оно должно завершиться в 2025 году.
Банк прекратил свою деятельность с 1 января 2025 года в результате реорганизации.

## Дочерние компании и владение активами
С 2009 по 2012 год банк владел 74,15 % капитала ООО «Инбанк» (ранее банк «Уран»). Второй бенефициар (25,1 %) и глава совета директоров в ООО «Инбанк» был в этот период Владимир Николаевич Фролов. В декабре 2012 года в периметр сделки по покупке «НОМОСа» Инбанк не вошел и был продан новым акционерам, в числе которых оказались несколько экс-менеджеров НОМОС-Банка и представителей группы «ИСТ» (прежнего совладельца группы НОМОС-Банка). На фоне этих событий вышел из состава участников действующий на тот момент глава совета директоров Владимир Фролов.
В группу НОМОС-Банка через ХМБ входил Новосибирский Муниципальный Банк. В декабре 2010 года Номос-Банк завершил консолидацию 51,29 % акций Ханты-Мансийского банка. В 2011 году Ханты-Мансийский Банк увеличил долю в Новосибирском Муниципальном банке (НМБ) до 93,76 % с 75,13 %.
В 2011 году НОМОС-банк приобрел 51 % акций одной из старейших платежных систем «Рапида». Затем частью Открытия стала система Contact. В 2015 году группа «Открытие холдинг», в обмен на принадлежавшие ей платежные системы «Рапида» и Contact, получила 8,7 % акций Qiwi. Позднее группа «Открытие холдинг» продала банку «Открытие» всю свою долю в Qiwi за 90,2 млн $, в результате чего банк стал владельцем 18 % акций Qiwi. Последняя из серии соответствующих сделок завершилась 29 августа 2017 г. Принадлежавшее QIWI ООО "Небанковская кредитная организация "Платежная система «Рапида» было ликвидировано в 2017 году.
С 2014 по 2017 год банк «ФК Открытие» владел 19,85 % акций RCB Bank, ранее имевшим название Russian Commercial Bank (Cyprus).

### Головная компания после санации
До санации ПАО «ФК Открытие» входило в «Открытие Холдинг» вместе с рядом других компаний. После санации финансовые организации стали принадлежать напрямую банку ФКО, в том числе СК «Росгосстрах», НБ «Траст», «Росгосстрах Банк», НПФ «ЛУКОЙЛ-Гарант», НПФ электроэнергетики, НПФ «РГС», АО «Открытие Брокер», а также «Точка» и «Рокетбанк». Почти все бизнесы холдинга стали дочерними компаниями банка «ФК Открытие», а банк стал головной организацией. Всю группу компаний называют группой банка «ФК Открытие». Цвет логотипа «Открытия» был изменён с тёмно-синего (использовался после переименования «Номоса») на светло-синий, который ранее не использовался в банке ФКО, но использовался другими компаниями холдинга Открытие и самим холдингом.
В 2018 году банк «ФК Открытие» выкупил свой бренд у бывшего владельца, то есть «Открытия холдинг», за 5 млрд рублей.
Публичное акционерное общество Национальный банк «Траст» был выведен из собственности банка «ФК Открытие». Ему были переданы плохие долги банка ФКО.

## Поглощённые банки

### Регио-Банк
В октябре 1990 года на базе Хабаровского краевого управления Жилсоцбанка зарегистрирован Коммерческий банк «Региональное развитие» («Регио-Банк»). В 2005 году Номос покупает контрольный пакет акций «Региобанка», лидера банковского рынка в Дальневосточном регионе. В 2013 году «НОМОС-Региобанк» реорганизован путём присоединения к ОАО «НОМОС-Банк».

### Банк «ВЕФК-Сибирь»
Созданный в сентябре 1990 года КБ «Центральный» уже в 1992 году сменил имя на КРАБ «Новосибирсквнешторгбанк». Позднее сменил имя на «Банк ВЕФК-Сибирь». В середине 2009 года владельцем банка стал ООО «Промгазкомплект», подконтрольный НОМОС-Банку. В 2013 году ОАО «НОМОС-Банк-Сибирь» реорганизован путём присоединения к ОАО «НОМОС-Банк».

### «Петрокоммерц»
В октябре 2013 года было объявлено, что ФК «Открытие» станет владельцем банка «Петрокоммерц», а ИФД «Капиталъ» Федуна и Алекперова — её акционером. ФК «Открытие», ранее отказавшаяся от объединения своих банков, неожиданно утвердила новый план консолидации. В мае 2014 года было объявлено, что Финансовая корпорация «Открытие» планирует объединить четыре своих банка. «Номос-банк» будет переименован в банк «Финансовая корпорация Открытие». Учреждение откажется от предоставления услуг физическим лицам и сосредоточится на финансировании бизнеса. Как было объявлено, в 2015 году к организации присоединят банк Петрокоммерц.
В июне 2015 года Банк «ФК Открытие» (бывший Номос-банк) сообщил об официальном присоединении к себе банка «Петрокоммерц». Объявлено, что разделение клиентов банка «Петрокоммерц» будет проведено следующим образом. Корпоративные клиенты банка «Петрокоммерц» станут клиентами банка «ФК Открытие», а частные клиенты, индивидуальные предприниматели и малые предприятия будут переведены на обслуживание в розничный ПАО Ханты-Мансийский банк Открытие.

### Ханты-Мансийский банк «Открытие»
В декабре 2010 года Номос-банк завершил консолидацию 51,29 % акций Ханты-Мансийского банка (ХМБ). Позднее было принято решение поделить регионы развития банков по территориальному принципу: подразделения Номос-банка в Свердловской и Челябинской областях были ребрендированы в ХМБ, а на других территориях России компания продолжила развиваться под брендом Номос-банка. Летом 2012 года холдинг «Открытие» начал консолидировать акции Номос-банка, уже весной следующего года было объявлено об обратном ребрендинге части офисов. Тогда же корпорация объявила о намерении создать единый консолидированный банк «Открытие» из всех своих активов, однако впоследствии от этих планов отказалась и приняла решение сделать Номос-банк главным в группе и передать ему корпоративный бизнес, за банком «Открытие» оставить розницу, а ХМБ продолжать развивать как универсальный региональный банк.
После покупки Номос-банка холдингом «Открытие» Ханты-Мансийский банк будет принадлежать напрямую холдингу, и на основе ХМБ будет консолидирован его розничный бизнес (то есть Банк «Открытие», называвшийся ранее Русский Банк Развития, и Новосибирский Муниципальный банк).
В августе 2014 года акционеры банков «Открытие» и Новосибирского муниципального банка (НМБ) приняли решения об их присоединении к Ханты-Мансийскому банку. Сообщалось, что действующие корпоративные клиенты ХМБ продолжат обслуживаться в новой структуре, новые крупные корпоративные клиенты будут привлекаться в банк «Финансовая корпорация „Открытие“» (бывший Номос-банк), специализирующийся на корпоративно-инвестиционном сегменте.
23 августа 2016 года ПАО «Ханты-Мансийский банк „Открытие“» был присоединён к ПАО Банк «Финансовая корпорация „Открытие“» (бывший Номос-банк).

### «Бинбанк»
Объединённый банк, возникший в результате объединения «Бинбанка» и МДМ Банка, причём сохранивший лицензию последнего (рег. № 323), был присоединён к банку «ФК Открытие» 1 января 2019 года.

## Собственники и руководство

### До «Открытия»
С весны 2008 года капитал банка фактически поделён на две части — контрольный пакет (50 % + 1 голосующая акция) принадлежит российской стороне, остальная часть — иностранный капитал.
До 2013 года основным владельцем Номос-банка была группа «ИСТ» (Александр Несис и его партнёры по бизнесу). Доля распределена между группой номинальных держателей (Vitalpeak Ltd, Viewrock Ltd, Lordline Ltd, Arrowzone Ltd и более мелких акционеров). Доли между конечными российскими бенефициарами распределены следующим образом: Александр Несис (20 %), Николай Добринов и Алексей Гудайтис (по 15 %). Также в состав акционеров входят президент банка Дмитрий Соколов, бывший президент Игорь Финогенов, один из основателей банка Игорь Цыплаков, председатель наблюдательного совета банка Добринов Н. И.
Иностранные инвесторы — крупнейший чешский финансовый институт — PPF Group (ок. 30 %) и словацкий предприниматель Роман Корбачка (ок. 20 %), который по неподтверждённым данным тоже действует в интересах PPF. PPF Group принадлежит также 24,9 % капитала опорного бизнеса группы ИСТ — ОАО «МНПО Полиметалл».
Акционеры, владеющие более 5 % голосующих акций «Номос-банка» на 01.08.2008 г. (информация с сайта Номос-банка):  (недоступная ссылка) Архивировано 17 октября 2008. Проверено 30 апреля 2022.
- 29,9122 % — компания «Раша Файненс Корпорейшн Б. В.» (Russia Finance Corporation B.V.). Компания представляет интересы чешской PPF Group. PPF Group является ведущим финансовым институтом Чехии, в управлении которого находится порядка 10 млрд $. Имеет подразделения в Словакии, России (Хоум Кредит энд Финанс банк и Чешская страховая компания, в октябре 2008 г. приобретена и российская сеть «Эльдорадо»), Казахстане, представительства в Китае и Вьетнаме. Чистый объём продаж PPF Group составляет 3,2 млрд $. 95 % акций группы принадлежат её основателю Петру Келлнеру, 5 % — Иржи Шмейцу. Доля в 29,9 % была приобретена в несколько этапов, общая сумма сделки — 443 млн евро[113].
- 19,9922 % — компания «Лобстон Энтерпрайзес Лимитед» (Lobston Enterprises Limited). Единственный акционер компании — влиятельный словацкий предприниматель Роман Корбачка. Компания опирается на финансовую поддержку и инвестиционные рекомендации со стороны словацкой инвестиционной группы J&T Group[114] и её владельцев, которые располагают значительным опытом в области инвестиций и являются активными участниками финансового рынка в России (совокупные активы J&T Group в 2008 г. составляли порядка 4 млрд евро).
- 19,7673 % — компания «Виталпик Лимитед» (Vitalpeak Limited) — состав бенефициаров неизвестен (российские владельцы);
- 10,6358 % — компания «Вьюрок Лимитед» (Viewrock Limited) — состав бенефициаров неизвестен (российские владельцы);
- 10,6354 % — компания «Лордлайн Лимитед» (Lordline Limited) — состав бенефициаров неизвестен (российские владельцы);
- 8,9615 % — компания «Эрроузон Лимитед» (Arrowzone Limited). Компания действует в интересах бывшего президента Игоря Финогенова — 49 % (председатель Совета директоров российско-казахстанского Евразийского банка развития), президента Дмитрия Соколова — 49 %, Андрея Петропавловского — 2 %.

### «Открытие холдинг»
По состоянию на январь 2017 года «Открытие Холдинг» напрямую и косвенно владел пакетом в 55,2 % голосующих акций банка «Открытие». В число ключевых бенефициаров входили председатель совета директоров «Открытие Холдинга» Вадим Беляев, топ-менеджеры группы «Открытие» Рубен Аганбегян, Дмитрий Ромаев, Евгений Данкевич, Алексей Карахан. 20 июля 2022 года Арбитражный суд Москвы признал компанию «Открытие Холдинг» банкротом.

### После санации
После процедуры санации ключевым акционером банка «Открытие» является Банк России с долей 99,99 %. До 2017 года банк принадлежал группе акционеров во главе с Вадимом Беляевым.
14 сентября 2017 года Банк России назначил главой банка «Открытие» президента ВТБ 24 Михаила Задорнова.
21 декабря 2017 года первый заместитель председателя Банка России Ксения Юдаева возглавила наблюдательный совет санируемого регулятором банка «Открытие».
31 октября 2018 года заместителем председателя правления банка «Открытие» назначена член правления Надия Черкасова.

## Рейтинги

### Номос
Банк стабильно входит в число 15 крупнейших российских банков практически по всем показателям, а также является одним из наиболее быстро растущих коммерческих банков России. На конец III квартала 2009 г. НОМОС-банк являлся 15-м крупнейшим банком России по величине активов (пятым крупнейшим среди частных банков с российскими владельцами), занимая долю рынка в 1 %.
По объёмам операций с драгоценными металлами банк входит в тройку лидеров — несколько лет подряд 20-30 % всех операций с драгметаллами проводятся в России через «Номос-банк», который финансирует добычу и переработку золота и серебра, а также их экспорт и реализацию слитков.
В рейтинге журнала «Форбс» в начале 2009 года среди российских банков Номос-банк находился на 34 месте по уровню надёжности: минимальный уровень рейтинга международных агентств «В+» (минимальный рейтинг установлен Fitch), с учётом нахождения на:
- 14-м месте по размеру активов (259,4 млрд руб.),
- 14-м месте по размеру капитала (28,7 млрд руб.),
- 13-м месте по объёму средств физлиц (37,6 млрд руб.),
- 15-м месте по размеру прибыли (5 млрд руб.).

Позиции Номос-банка в РБК.Рейтинге «Крупнейшие банки России»:
- 2006 — 20;
- 2007 — 16;
- 2008 — 14[121][источник не указан 1661 день].

По состоянию на июль 2010 года банк в рейтингах по объёму активов, капитала и депозитов занимал 15 позицию среди российских банков, по объёму кредитов банк находился на 17 месте рейтинга.
В апреле 2009 году журнал «Финанс» подтвердил рейтинг надёжности банка на уровне «BB». Национальное рейтинговое агентство также в апреле 2009 года присвоило индивидуальный рейтинг кредитоспособности Номос-банку на уровне «АА+», агентство Rus-Rating на март 2009 года — «ВВВ».
С 2002 года банк входил в список крупнейших банков мира TOP-1000, ежегодно публикуемый журналом The Banker, так, в соответствии с данными на июль 2007 года, банк занимал:
- 465-е место по капиталу первого уровня в списке крупнейших банков мира;
- 17-е место среди крупнейших банков Центральной и Восточной Европы;
- 14-е место по капиталу первого уровня и 13-е место по активам (среди российских банков).

### ФКО
- В мае 2017 года компания S&P понизила рейтинг ФК «Открытие» c BB- до B+. В числе причин было указано: «Кроме того, мы учитываем „умеренные“ показатели капитализации банка, определяемые коэффициентом капитала, скорректированного с учётом риска (risk-adjusted capital — RAC), который составлял 6,5 % по состоянию на конец 2016 года. Мы также отмечаем больший, чем у других крупных российских банков, объём проблемных кредитов, их более медленное восстановление и меньшее покрытие резервами, а также недостаточное обеспечение по некоторым крупным кредитам, выданных строительным компаниям»[124].

- В июле 2017 года рейтинговое агентство АКРА присвоило «ФК Открытие» чрезвычайно низкий рейтинг BBB-, который не позволял банку привлекать средства федерального бюджета и НПФ. Кроме того, его новые ценные бумаги не попадали в ломбардный список ЦБ[125]. В мае 2018 года АКРА повысило кредитный рейтинг ПАО Банк «ФК Открытие» до уровня А+(RU), прогноз «Стабильный»[126]. В 2019 году рейтинг был повышен до AA-(RU), в 2020 - до AA(RU). В начале ноября 2024 года Аналитическое кредитное рейтинговое агентство (АКРА) отозвало свою оценку «Открытия» как «АА(RU), прогноз позитивный» из-за прекращения договорных обязательств в связи с предстоящим присоединением к БМ-банку[127][128].

- В феврале 2019 года Moody’s повысило долгосрочные рейтинги приоритетного необеспеченного долга и депозитов в иностранной и национальной валюте — до «Ba2» с «B1»[129].

- В 2018 году агентство «Эксперт РА» присвоило банку «ФК Открытие» рейтинг кредитоспособности на уровне ruА. В 2019 году рейтинг был поднят до ruАА-, в 2021 году - до ruАА. В 2024 году рейтинг был отправлен под наблюдение[130].
- Рейтинговое агентство НКР присвоило ПАО Банк «ФК Открытие» кредитный рейтинг AA+.ru со стабильным прогнозом[131], в 2021 и середине 2022 года рейтинговая оценка была подтверждена[132][133], однако в конце 2022 года НКР изменило прогноз по кредитному рейтингу на «рейтинг на пересмотре — неопределённый прогноз», кредитный рейтинг банка продолжил действовать на уровне AA+.ru[134]. В начале 2023 года рейтинг был подтвержден[135], в середине того же года прогноз изменён на стабильный[136]. В 2024 году кредитный рейтинг был подтвержден[137], в начале 2025 года НКР отозвало кредитный рейтинг ПАО Банк «ФК Открытие» и прогноз по нему без подтверждения в связи с прекращением деятельности банка с 01.01.2025 г. путём реорганизации в форме присоединения к АО «БМ-Банк»[138].

## Социальные проекты

### «Добрые дела» с фондом «Вера»
В 2012 году совместно с Фондом помощи хосписам «Вера» был запущен благотворительный проект «Добрые дела», «лицом» которого стали персонажи сказки «Ёжик в тумане». Банк выпустил карты и сувениры с изображениями персонажей сказки. В рамках проекта cashback по картам банка и средства, собранные от распространения сувениров, идут в Фонд «Вера» на помощь неизлечимо больным людям.

### Сотрудничество с ФК «Спартак-Москва»
19 февраля 2013 года было объявлено о заключении спонсорского соглашения о долгосрочном стратегическом партнерстве банка и московского футбольного клуба «Спартак».
Сумма сделки составила 1 млрд 208 млн рублей. Согласно ей, новый стадион «Спартака» на протяжении шести лет будет носить название «Открытие Арена». В мае 2014 года банк выпустил карту для болельщиков «Спартака».

### Развитие городского пространства
На смотровой площадке Воробьёвых гор «Открытие» установило первые в России туристические бинокли, в которые любой желающий бесплатно может рассмотреть панораму Москвы с 10-кратным увеличением. В 2014 году бинокли «Открытия» также появились на Останкинской телевизионной башне.

## Критика
Летом 2019 года банк решил провести серьёзную маркетинговую кампанию с многомиллионными бюджетами и привлечением медийного представителя, музыканта Басты. Однако кампания была сдвинута, встретив негативную оценку слогана «Государственный банк, который меняется для Вас» со стороны Центробанка. Несмотря на то, что ЦБ является мажоритарным акционером «Открытия», было решено не афишировать в маркетинговых сообщениях государственное участие в капитале банка.